# Керченский полуостров
Ке́рченский полуо́стров (укр. Керченський півострів, крымскотат. Keriç yarımadası, Керич ярымадасы) — восточная часть Крыма. Вплоть до XX века полуостров нередко описывался как «Херсонес».

## География
Протяжённость с запада на восток около 90 км, с севера на юг от 17 до 50 км. Площадь порядка 2700—3000 км². Наивысшие точки — гора Пихбопай (189 м), гора Опук (184 м) и гора Хрони (175 м). Полуостров омывается на севере Азовским морем, а в западной его части — заливом Сиваш, на востоке — Керченским проливом, на юге — Чёрным морем. На западе полуостров соединён с остальным Крымом Акманайским перешейком шириной около 17 км. В некоторых возвышенных местах перешейка видны одновременно оба моря: Азовское и Чёрное.
Бо́льшая часть Керченского полуострова относится к Ленинскому району Крыма.
Северо-восточная часть полуострова холмистая, сложена преимущественно известняками, глинами и песчаниками. Много грязевых вулканов. Юго-западная часть Керченского полуострова равнинная, степная. Сложена в основном палеогеновыми глинами. На полуострове расположены несколько крупных озёр (солёных) и русла временных водотоков. Рек с постоянным стоком нет, самая крупная пересыхающая река — Самарли.

## Климат
Климат умеренно континентальный, с относительно мягкой почти бесснежной зимой и жарким и сухим летом. Средняя температура января −1,5  °C, июля +23,5  °C. Осадков выпадает менее 500 мм в год. Наблюдаются сильные восточные и северо-восточные ветра.

## Почвы
Почвы — южные чернозёмы и тёмно-каштановые, часто засоленные. Большая часть земель распахана. Выращиваются такие сельскохозяйственные культуры, как пшеница, подсолнечник, рапс, виноград и другие. На Керченском полуострове находится Керченский железорудный бассейн. Также имеются карьеры по добыче ракушечника, известняка, песка. На шельфе Азовского и Чёрного морей неподалёку от побережья Керченского полуострова ведётся добыча природного газа. В планах разработка новых перспективных месторождений.
На полуострове выявлены поселения каменного и бронзового веков, с V в. до н. э. по IV в. здесь располагалась европейская часть Боспорского царства со столицей Пантикапеем (совр. Керчь).

## Археологические раскопки
17 августа 2018 года на Керченском полуострове в Крыму экспедицией обнаружен склеп, на котором был изображён герой греческой и римской мифологии Геракл. Учёные предполагают, что в склепе хоронили воинов, поскольку рядом обнаружены многочисленные останки лошадей, которых хоронили вместе с хозяевами. Предположительный возраст находок — I в. до н. э. — I в. н. э.